# Parfümerie- und Toiletteseifenfabrik F. Wolff & Sohn

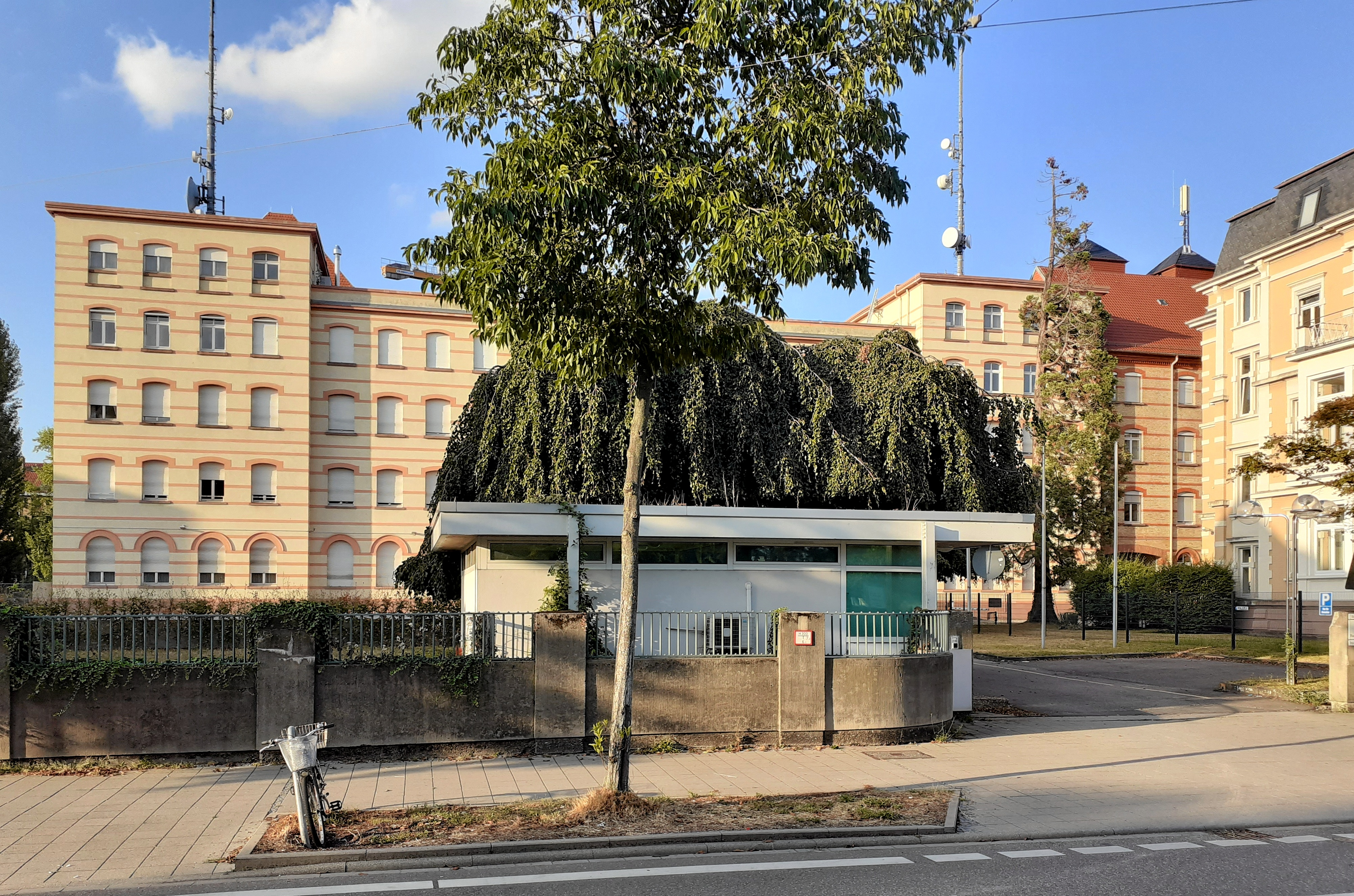
Ehemalige Fabrik Wolff & Sohn

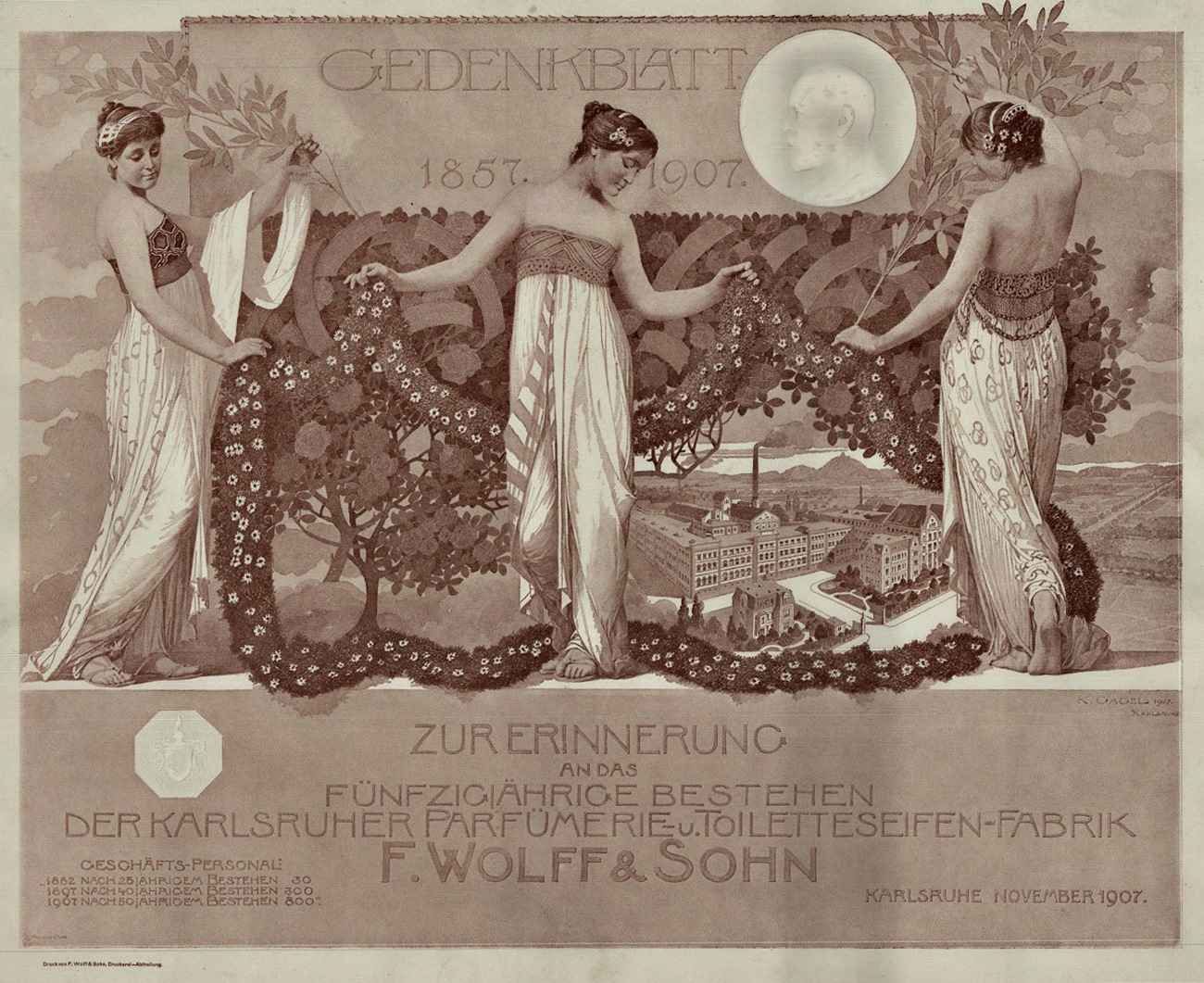
Gedenkblatt 1907

Die Parfümerie- und Toiletteseifenfabrik F. Wolff & Sohn war ein Unternehmen im Kosmetikbereich in Karlsruhe. Zu den Produkten zählten Parfüms und Feinseifen.

## Geschichte

### Anfänge und Gründung
Die Ursprünge des Unternehmens gehen auf das Jahr 1829 zurück, als Ludwig Gottlob Friedrich Wolff (1803–1864) in der Langen Straße 147 in Karlsruhe einen Friseursalon eröffnete.  
Als eigentlicher Gründer der späteren Parfümerie- und Toiletteseifenfabrik gilt jedoch sein Sohn Friedrich Wolff (1833–1920). Nach seiner Ausbildung in der Parfümmetropole Grasse und in Paris brachte er internationales Wissen in das Unternehmen ein. Ab 1857 erweiterte er den Betrieb um die Herstellung von Parfüms und Feinseifen.

### Entwicklung zur Fabrik
1863 wurde in der Kaiserstraße 104 ein neues Fabrikgebäude errichtet. 1879 erfolgte die Umbenennung in „Erste Karlsruher Parfümerie- und Toilettenseifenfabrik F. Wolff & Sohn“. Das Sortiment umfasste neben Parfüms auch Puder, Haut- und Rasiercremes, Haarwasser und Zahnpflegeprodukte. Das Unternehmen pflegte internationale Handelsbeziehungen und präsentierte sich auf den Weltausstellungen in Philadelphia (1876), Sydney (1879) und Paris (1900).
1889 erwarb F. Wolff & Sohn ein größeres Grundstück nahe der Gottesauer Kaserne. 1891 zog die Firma in die Durlacher Allee 31–33 um, wo ein repräsentatives Verwaltungsgebäude sowie eine Direktorenvilla entstanden.
In den 1920er Jahren beschäftigte das Unternehmen fast 2.000 Mitarbeiter und galt als größte Kosmetikfirma Deutschlands.

### Produkte und Marken
F. Wolff & Sohn stellte eine breite Palette an Parfümerie- und Körperpflegeprodukten her. Dazu gehörten Parfüms, Feinseifen, Puder, Haut- und Rasiercremes, Haarwasser und Zahnpflegeprodukte.  
Besonders bekannt und international erfolgreich wurde die Marke Kaloderma, die 1881 eingeführt wurde. Kaloderma entwickelte sich im Laufe der Jahrzehnte zum erfolgreichsten Produkt des Unternehmens und war in zahlreichen Ländern erhältlich.
Zu den weiteren Produkten zählten:  
- Indische Blumenseife, ein exotisches Seifenprodukt, das erstmals um 1900 auf den Markt kam und mit Auszeichnungen wie der „Goldenen Medaille Paris 1900“ und dem „Großen Preis von St. Louis 1904“ prämiert wurde.[8]
- Vogue (1927), eine Linie eleganter Damenparfüms, die durch ihren klassischen Duft und ihr elegantes Design bekannt wurde.
- Danae (1960), eine Serie von Hautpflegeprodukten für Damen.
- Prestige (1960), eine Herrenpflegeserie, die sich durch hochwertige Inhaltsstoffe und elegante Verpackungen auszeichnete. Die Linie umfasste Eau de Cologne, Rasierwasser und weitere Produkte für die gehobene Herrenpflege.
- Rodeo, eine weitere Herrenpflegeserie, die 1968 eingeführt wurde und Produkte wie Eau de Cologne und After Shave umfasste. Der Duft zeichnete sich durch eine würzig-ledrige Note aus.[9]

Diese Marken deckten verschiedene Segmente der Körperpflege ab und wurden sowohl in Deutschland als auch international vertrieben.

### Übernahme und Ende
Das Unternehmen wurde 1973 von der Hans-Schwarzkopf-Gruppe übernommen. Die Produktion in Karlsruhe wurde 1974 eingestellt. Der Gebäudekomplex beherbergt heute das Polizeipräsidium Karlsruhe.

## Abbildungen

Werbung für das Parfüm Violacea, 1900
Werbung für Parfüm Veilchentropfen (etwa 1900–1904)
Werbung für das Mundwasser Odonta, 1901
Werbung für das Haarwasser Philodermine Auxolin, 1909
Werbung für das Parfüm Klytia, 1913
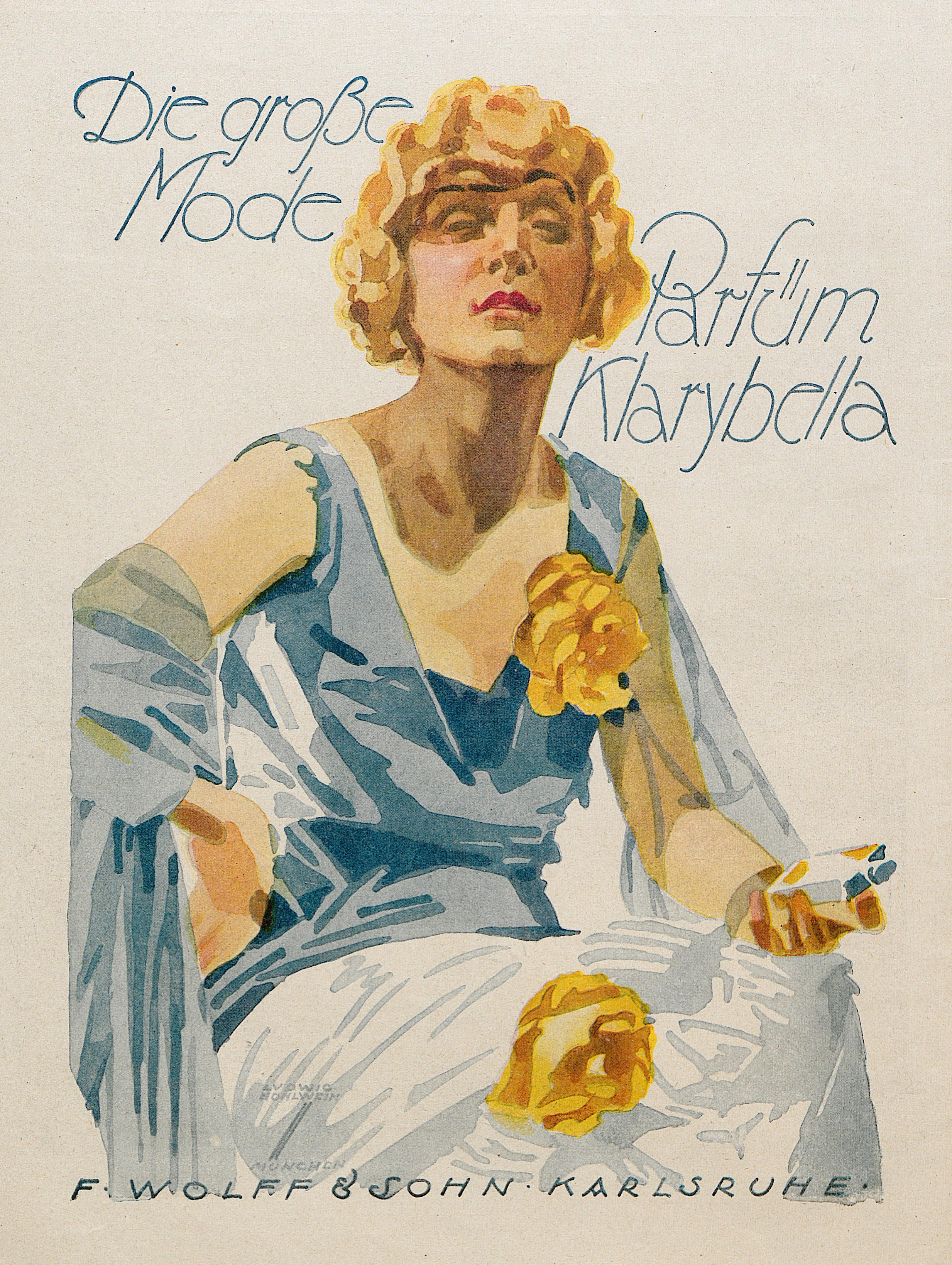
Werbung für das Parfüm Klarybella von Ludwig Hohlwein, 1924
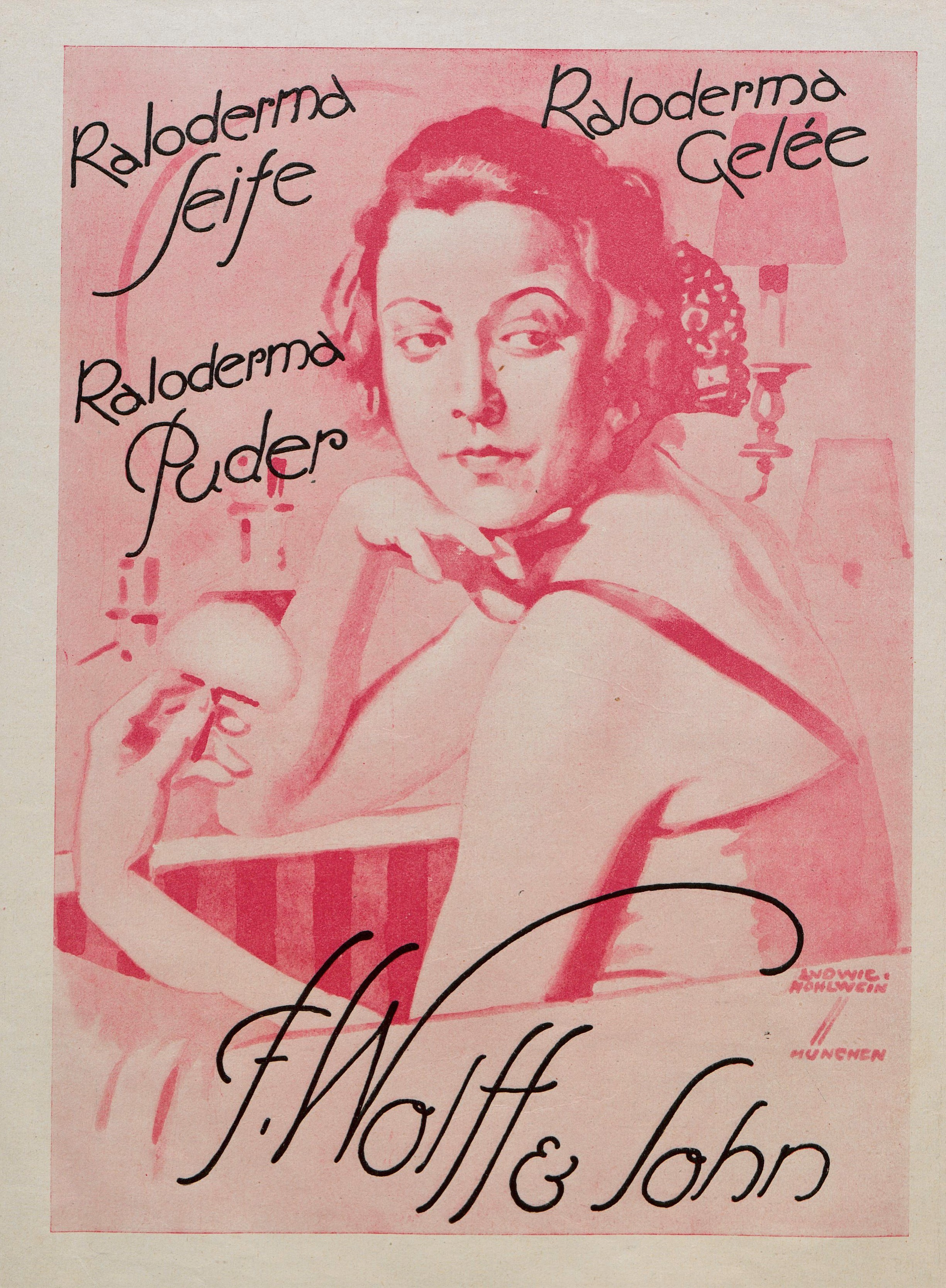
Werbung für die Seife Kaloderma von Ludwig Hohlwein, 1924
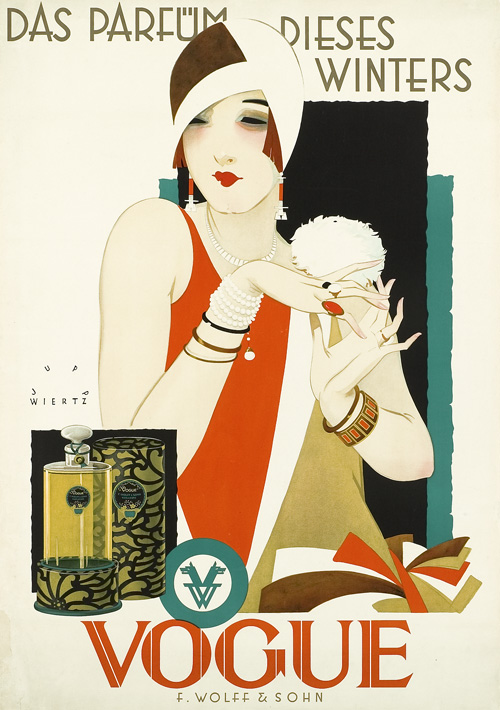
Werbung für das Parfüm Vogue von Jupp Wiertz, 1926
Werbung für Parfüm Vogue, 1926
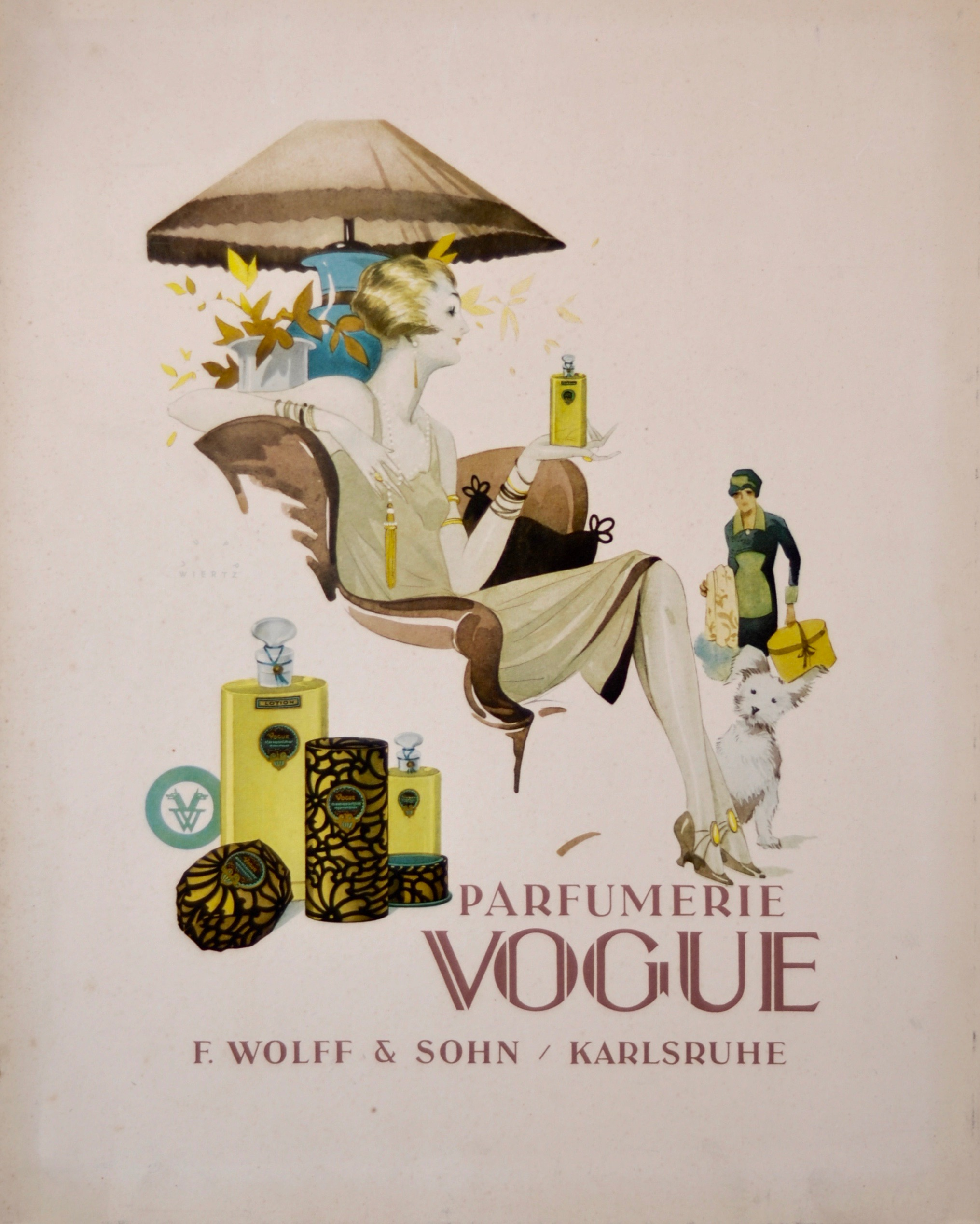
Werbung für das Parfüm Vogue von Jupp Wiertz, 1928
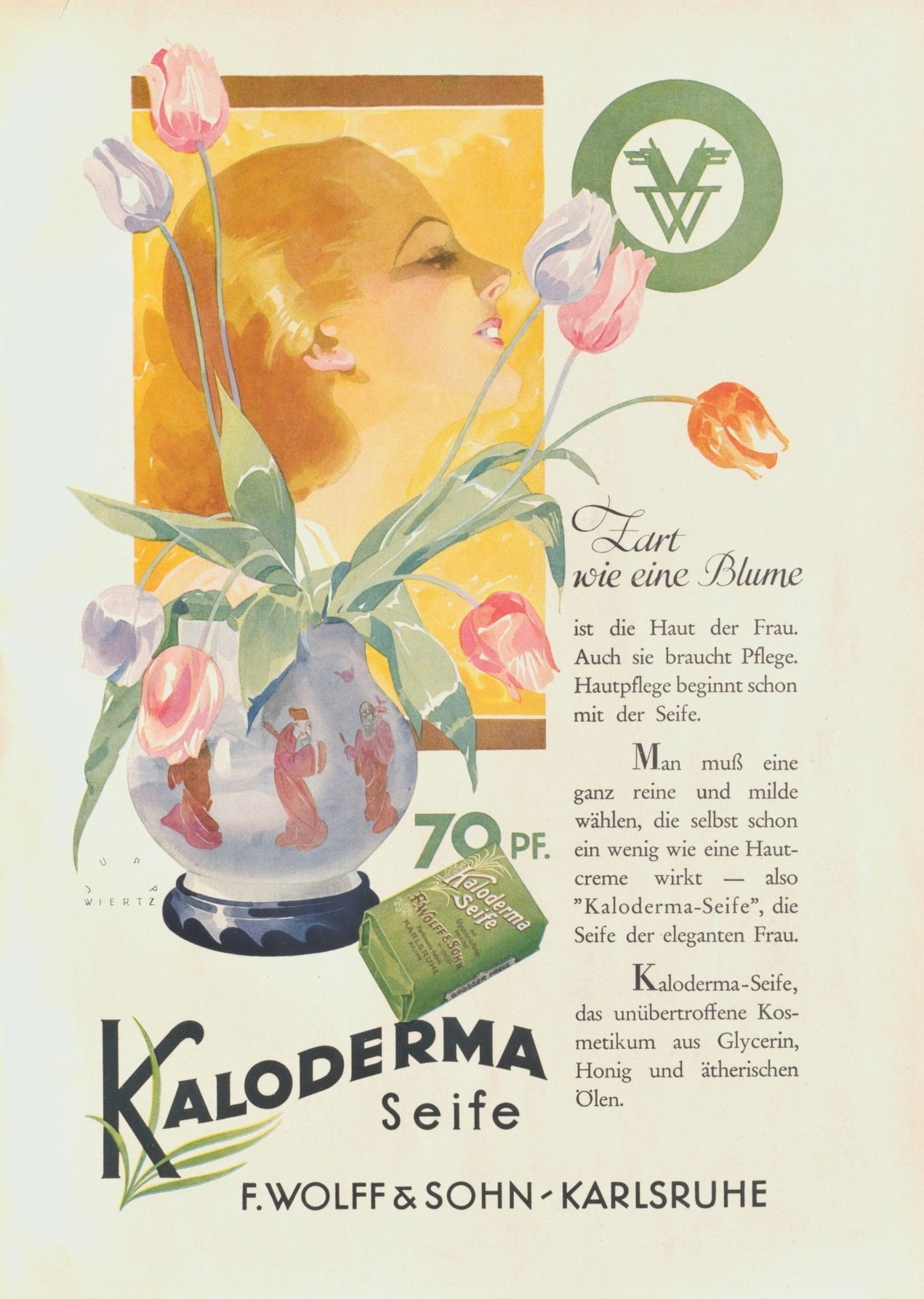
Werbung für die Seife Kaloderma von Jupp Wiertz, 1930